# 奧泰沙尼鄉
45°04′N 24°02′E / 45.067°N 24.033°E
奧泰沙尼鄉（羅馬尼亞語：Comuna Oteșani, Vâlcea），是羅馬尼亞的鄉份，位於該國西南部，由沃爾恰縣負責管轄，面積37平方公里，海拔高度333米，2002年人口2,891，人口密度每平方公里77人。